# Здание полицейского президиума
Бывшее здание полицейского президиума (нем. Polizeipräsidium) — памятник архитектуры, расположенный на Советском проспекте в городе Калининграде (до 1946 года — Кёнигсберг) .

## История
Здание полицейского президиума было построено в 1912 году неподалеку снесённых незадолго до этого Штайндаммских ворот (нем. Steindammer Tor), на Штреземаннштрассе (нем. Stresemannstraße) 3-7.
Во времена национал-социализма, с 1933 до начала 1945 года, в здании располагалось управление Гестапо. В этот период в связи с переименованием улицы здание имело адрес: Генерал-Лицман-штрассе (нем. General-Litzmann-Straße) 3-7.
После Великой Отечественной войны, вплоть до распада Советского Союза, в здании располагалось Калининградское областное управление НКВД, а затем — КГБ.
После распада Советского Союза в здании располагается Управление ФСБ России по Калининградской области.
По состоянию на 2017 год, здание полицейского президиума охраняется государством, как объект культурного наследия регионального значения.
В 2015—2016 годах была проведена комплексная реставрация.

## Архитектура

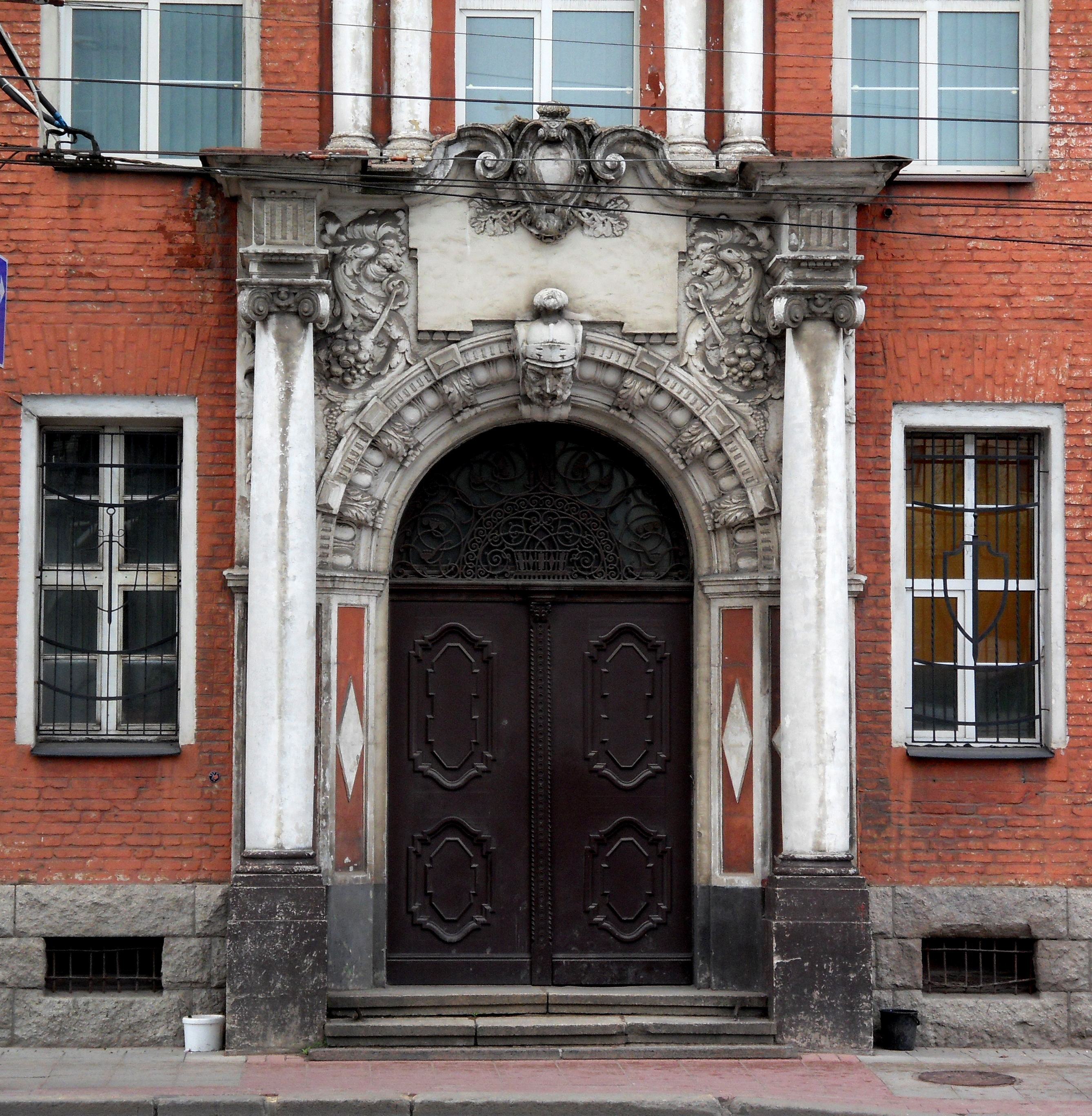
Главный вход в здание

Здание выполнено из красного клинкерного кирпича, в архитектурном стиле «неоренессанс».

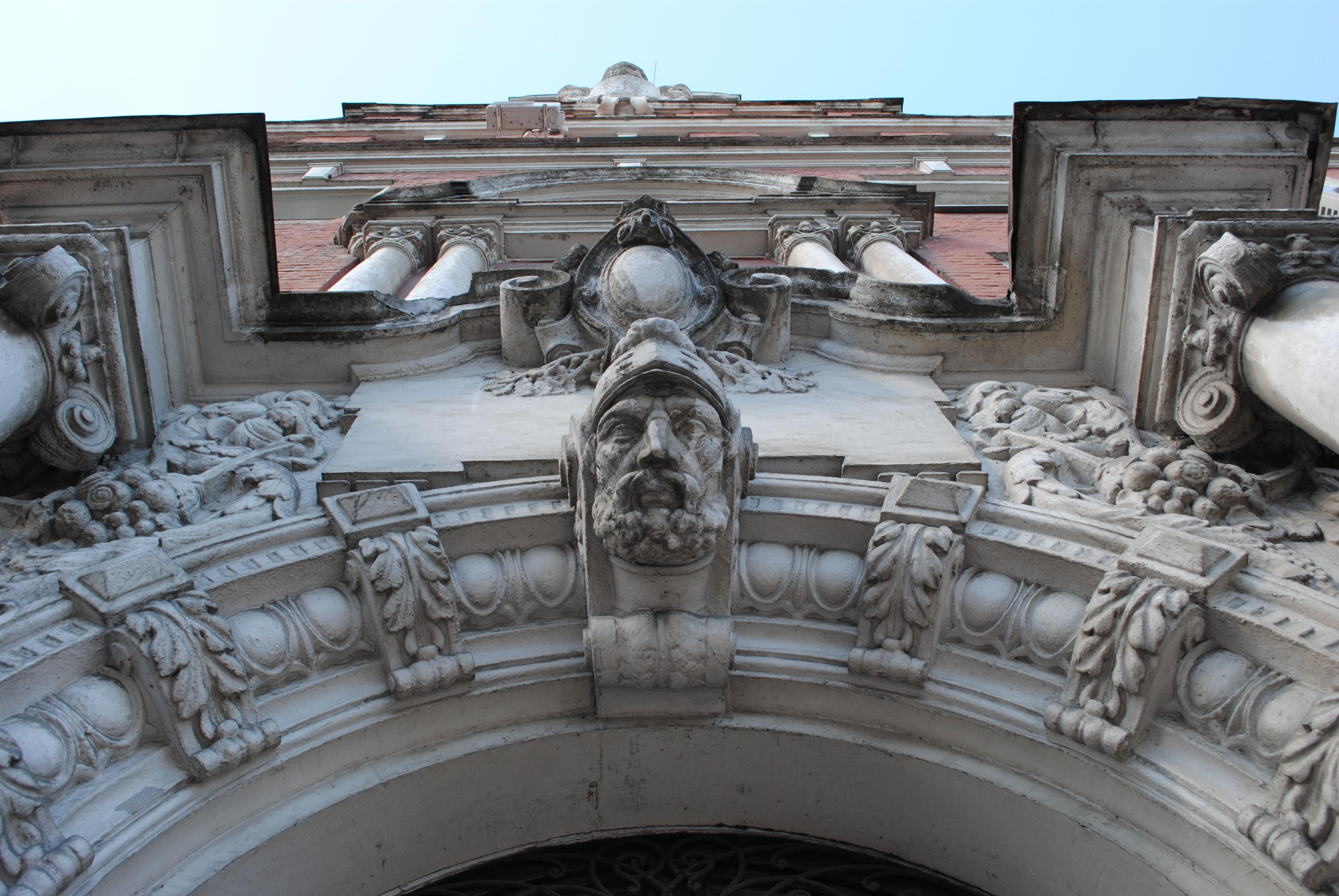
Барельефы главного входа

Автор проекта здания — старший тайный советник по строительству (нем. Geheimer Oberbaurat) Оскар Лаувер (нем. Oskar Lauver). Строительство велось под руководством старшего тайного советника по строительству Эдуарда Фюрстенау (нем. Eduard Fürstenau).
Здание имеет четырёхугольную форму с двумя внутренними дворами. Правое крыло украшает балкон с террасой. Крышу ранее венчали ныне не существующие башни. Центральная, самая крупная башня, была оборудована смотровой площадкой. У главного входа расположен рельеф из ракушечника, выполненный в 1913 году известным кёнигсбергским скульптором Станиславом Кауэром, автором многих работ в городе (фонтан «Путти», памятник Шиллеру, скульптура «Нимфа после купания» и другие). Центральным элементом рельефа является голова античного воина.
Над порталом располагались четыре ныне утерянные фигуры.